# Organización de Investigación y Desarrollo de Defensa
La Organización de Investigación y Desarrollo de Defensa (en hindi: रक्षा अनुसन्धान एवं विकास सङ्गठन, romanizado: Rakṣā Anusandhāna Ēvaṁ Vikāsa Saṅgaṭhana, en inglés: Defence Research and Development Organisation (DRDO)) es una agencia del gobierno indio responsable del desarrollo de tecnologías militares. Su sede se encuentra en Nueva Delhi. Dicha agencia fue fundada en 1958 mediante la fusión del Technical Development Establishment y el Directorate of Technical Development en la Defence Science Organisation.

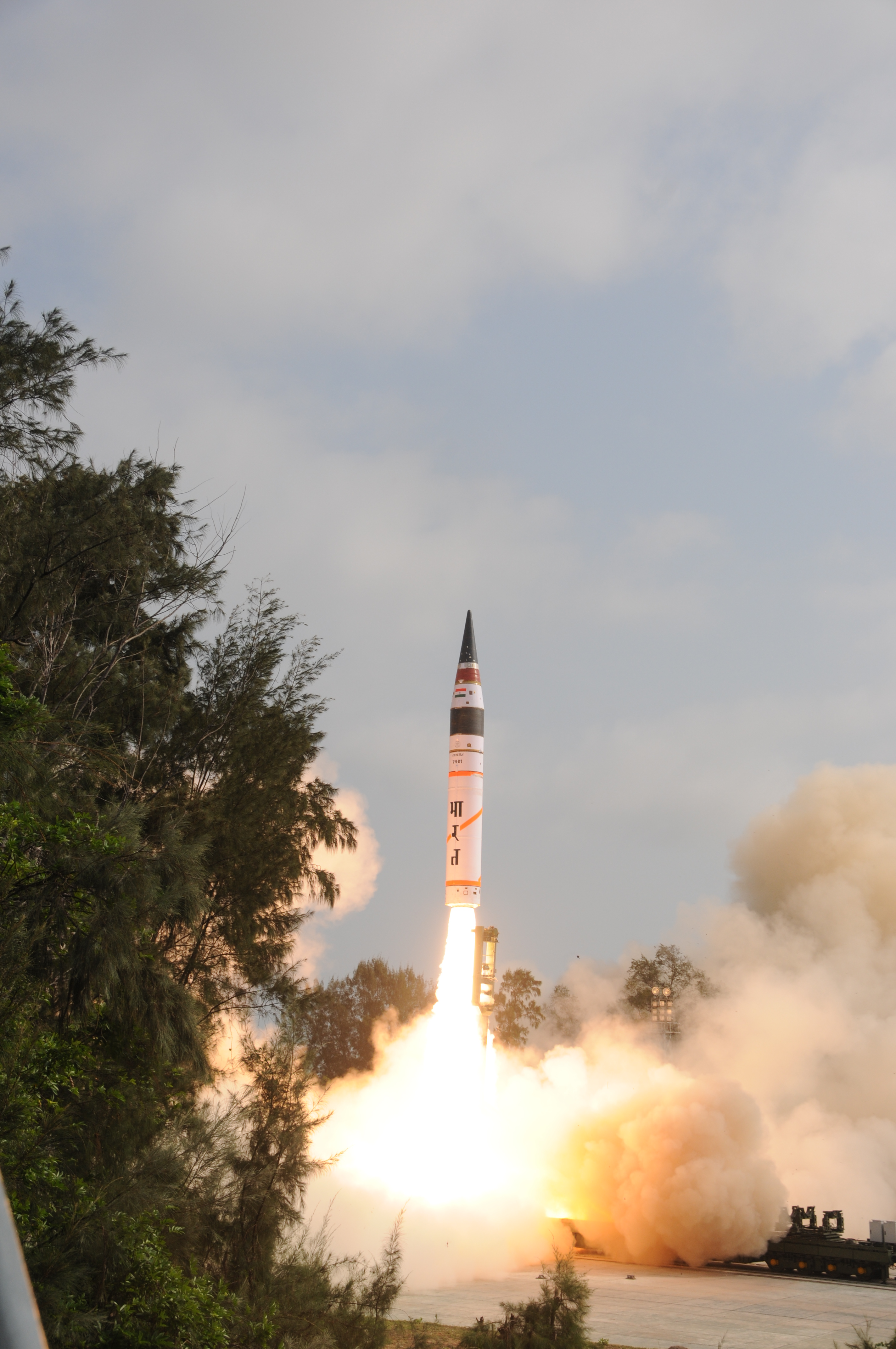
Primer lanzamiento de un misil balístico Agni-V en 2012 desde la isla Abdul Kalam, Odisha, India.

En 2010, la DRDO operaba una red de 52 laboratorios investigando diferentes tecnologías aplicables en aeronáutica, armamento, electrónica, TI, recursos humanos, ciencias de la vida, materiales, misiles, vehículos de combate y la marina militar. Entre otras cosas se desarrollaba el programa indio de defensa antimisiles balísticos. Esta red empleaba a más de 5000 científicos y más de 25 000 personas.
Desde la década de 1990 se ubica en la isla Abdul Kalam, Odisha, India, rebautizada como isla doctor Abdul Kalam en 2015, un centro de pruebas integrado para el lanzamiento de misiles balísticos.

## Organizaciones equivalentes
- Alemania: Bundesamt für Ausrüstung, Informationstechnik und Nutzung der Bundeswehr
- Canadá: Recherche et développement pour la défense Canada
- Estados Unidos: Defense Advanced Research Projects Agency
- Francia: Direction générale de l'Armement